# Grote Dobbe
Grote Dobbe of Dobbeplas is de naam van een dobbe in de gemeente Zoetermeer. De Grote Dobbe wordt door de inwoners van Zoetermeer ook wel de dobbe genoemd.

## Functies
De Grote Dobbe heeft een lange geschiedenis, in het verleden heeft hij als watervoorraad voor het dorp gefunctioneerd.
Tegenwoordig ligt aan de dobbe het winkelcentrum 'Het Stadshart'. Aan de noordkant van de dobbe is een grote parkeerplaats waar op marktdagen de markt gehouden wordt en regelmatig speciale evenementen plaatsvinden. Voorbij deze parkeerplaats is het gemeentehuis en het Stadshart met meer dan tweehonderd winkels en horecagelegenheden. Ook direct aan het water bevindt zich een horecagelegenheid. In de zomer is de dobbe een geliefde plek om 'uit te waaien' terwijl er in de winter geschaatst kan worden. Naast zijn recreatieve functie is de dobbe een foeragepoel voor het stadsgevogelte. Aan de noordelijke kant is een permanent kunstwerk in de vorm van een spiraal opgesteld.

## Geografie en planologie
Een dobbe heeft in de regel geen verbinding met waterlopen, maar de 22.200 m² grote dobbe staat in verbinding met de weteringen Leidsewallenwetering en de Delftsewallenwetering. Door het grote oppervlak is omgeving van de dobbe in de zomer een geliefd ‘slentergebied’.
Na de voltooiing van het centrale winkelcentrum "Het Stadshart" begin 21ste eeuw, maakte de gemeente Zoetermeer plannen om het Stadshart en het Oude Dorp met elkaar te verbinden. Er was sprake van een brug over de Dobbe die de Markt met het huidige Nicolaasplein zou gaan verbinden. Omdat de Dobbe door de extra bebouwing die in dit plan was opgenomen haar open karakter zou verliezen kwam er veel bezwaar tegen. De gemeente schreef daarom een prijsvraag uit voor een nieuw ontwerpplan. Het ontwerp van architect Wiel Arets won deze prijsvraag. Volgens zijn visie wordt er een boulevard aangelegd vanaf het Nicolaasplein, langs de Dobbe tot aan de Markt. Aan deze nieuwe boulevard komen de nieuwbouw van het Stadsmuseum, de culturele instellingen, daghoreca en een aantal woningen. De straat zal worden geflankeerd door een rij bomen met roodkleurig blad. Het kunstwerk op het ronde Dobbe-eiland, in de volksmond Schroothenge genoemd, zal verdwijnen.

## Kleine Dobbe
In Zoetermeer bevindt zich ook een kleinere dobbe (Kleine Dobbe) achter de Dorpstraat (aan de kant van het vroege Segwaart).